# Lippesee
Der Lippesee (offiziell Talsperre Sander-Lippe) ist ein Stausee des Lippe-Nebenflusses Thune in unmittelbarer Nähe zur Lippe. Er liegt bei Sande, einem Stadtteil von Paderborn in Nordrhein-Westfalen.
Das Stauwehr hat eine Höhe von 5 m und eine Länge von 66,5 m, der Stausee einen Inhalt von 7 Mio m³. Der See wurde 1986 in Betrieb genommen. Um den Lippesee verläuft ein Fußweg mit einer Länge von 7,1 km.

## Nutzung
Der Lippesee ist ein Naherholungsgebiet, in dem es vielfältige Wassersport- und Freizeitmöglichkeiten wie beispielsweise Segeln, Surfen, Tretbootfahren und Angeln gibt. Am Nordufer gibt es am Kiosk einen kleinen Badestrand. Daneben gibt es noch einen Grillplatz, einen Kinderspielplatz, Liegewiesen, einen Mountainbikeparcours, einen Skatepark und eine Minigolf-Anlage. Wasserskimöglichkeiten finden sich im anliegenden Nesthauser See.
Der Lippesee ist vollständig von größtenteils asphaltierten Wegen umrundet, auf denen ganzjährig Radsport und Laufsportarten möglich sind. Bei geeigneten Schneeverhältnissen eignet sich die Lippeseeumrundung auch als Langlaufloipe.
Wassersport ist auf dem Lippesee möglich. Am See gibt es zwei Segelvereine, den Paderborner Yacht Club e. V. und den Segler-Verein Paderborn e. V., sowie eine kommerzielle Segelschule.
Neben der Nutzung als Naherholungsgebiet werden im See auch hochwertige Kiese gefördert, die sich in der letzten Eiszeit am Übergang der Westfälischen Bucht zur Paderborner Hochfläche besonders im Bereich des Lippesees in bis zu 20 m mächtigen Schichten abgelagert haben. Diese Flussablagerungen stammen hauptsächlich aus der Alme und der Beke, die oberhalb des Lippesees der Lippe zufließen.

## Lippeseeumflut
Am 31. März 2005 wurde die Lippeseeumflut in Betrieb genommen. Während der fünfjährigen Bauzeit wurde dabei für die Lippe auf einer Länge von 2,6 km in einer 60 m breiten Ersatzaue ein neues Flussbett um die südliche Hälfte des Lippesees herum geschaffen. Das Ziel war die Entkopplung des Lippesees von der Lippe, so dass der größte Teil des Lippewassers den See heute umfließt. Die umfangreichen Baumaßnahmen haben insgesamt 8,5 Millionen Euro gekostet.
Der Grund für die Einrichtung der Umflut war die Tatsache, dass der See für die Lippe einen drastischen Einschnitt und eine Ausbreitungsbarriere darstellte. So hatte sich die Gewässergüte der Lippe unterhalb des Lippesees nach dessen Einrichtung 1989 stark verschlechtert. Das zeigte sich durch eine höhere Temperatur des Wassers, nachdem es den See durchquert hatte, und eine dauerhafte Trübung durch Anreicherung mit Stillgewässer-Plankton und Schwebstoffen. Oberhalb des Lippesees sind Bachforelle, Äsche und Koppe die häufigsten Fischarten, der Bereich unterhalb des Sees war jedoch hauptsächlich vom anspruchsloseren Aal besiedelt.
Konkret wurden vom Staatlichen Umweltamt Lippstadt folgende Planungsziele formuliert:
- Schaffung der Durchgängigkeit des Lippeverlaufes für wandernde Fließgewässerorganismen
- Gewährleistung des Sedimenttransportes in der Lippe zur Wiederherstellung einer natürlichen Flussdynamik
- Verbesserung der Gewässergüte in der Lippe unterhalb des Lippesees
- Entwicklung naturnaher Gewässer- und Auenstrukturen
- Verringerung des Eintrags von Nährstoffen und Müll in den Lippesee